# Дворец Мирабель
Дворец Мирабель (нем. Schloss Mirabell) — памятник архитектуры в историческом центре города Зальцбурга, Австрия. Относится к наиболее известным достопримечательностям города. Дворец построен в 1721—1727 годах по проекту известного архитектора эпохи барокко Иоганна Лукаса фон Хильдебрандта. Весь комплекс с хозяйственными постройками и садами является памятником архитектуры и входит в список Всемирного наследия ЮНЕСКО. В наше время интерьеры дворца используются городской администрацией Зальцбурга: Государственный зал (Мраморный зал) служит концертным и свадебным залом, а также местом проведения торжественных встреч с иностранными гостями.

## История
Первое здание на этом месте было построено в 1606 году по заказу епископа Вольфа Дитриха фон Ратенау для своей возлюбленной или тайной жены Соломии Альт и изначально называлось «Замок Альтенау» (Schloss Altenau).
После падения Вольфа Дитриха и его заключения в крепости Хоэнзальцбург в 1612 году его преемник и племянник Маркус Ситтикус фон Хоэнемс вскоре изгнал из дворца любовницу и пятнадцать детей своего дяди. Чтобы полностью стереть память о своём предшественнике, Маркус Ситтикус назвал замок «Мирабель». Мирабель — женское имя, состоящее из двух слов, которые в переводе с итальянского означают: «чудесная, изумительная» (итал. mirabile и «красивая» (bella).
С 1721 по 1727 год по поручению архиепископа Франца Антона фон Гарраха известный строитель эпохи барокко Иоганн Лукас фон Хильдебрандт превратил замок в великолепный дворцовый четырёхкрылый комплекс с внутренним двором. В 1818 году разрушительный городской пожар нанёс постройке значительный ущерб. Реконструкция проводилась по поручению императора Франца I, который сам давал точные указания. В 1727 году по проекту скульптора Георга Рафаэля Доннера была построена впечатляющая главная лестница с множеством фигурок путти в разнообразных позах.
В результате многих перестроек здание потеряло большую часть своего прежнего неповторимого барочного облика. Была снесена мощная башня в середине восточного фасада, исчезла ажурная фронтонная конструкция со слегка выступающими угловыми выступами с восточной стороны, а также выступы крыши, богато украшенные многочисленными вазами и скульптурами. Западный дворовый и садовый фасады в основном сохранились.
С 1810 по 1816 год во время правления баварских королей дворец Мирабель был резиденцией баварского наследного принца Отто Баварского, впоследствии короля Греции Отто I, который родился в этом замке 1 июня 1815 года.
Отец зальцбургского художника Гансa Макартa работал в замке камергером до 1849 года. Архиепископ кардинал Максимилиан Йозеф фон Тарноци проживал в этом замке с 1851 по 1863 год. Престарелый священник-капуцин и тирольский герой свободы Иоахим Хаспингер († 1858 г.) провёл здесь последние четыре года своей жизни, в квартире на первом этаже.
В 1866 году замок перешёл в собственность города Зальцбурга. В период с 1947 по 1950 год здесь располагались официальные резиденции бургомистра и его заместителей, а также городская администрация и некоторые муниципальные управления.

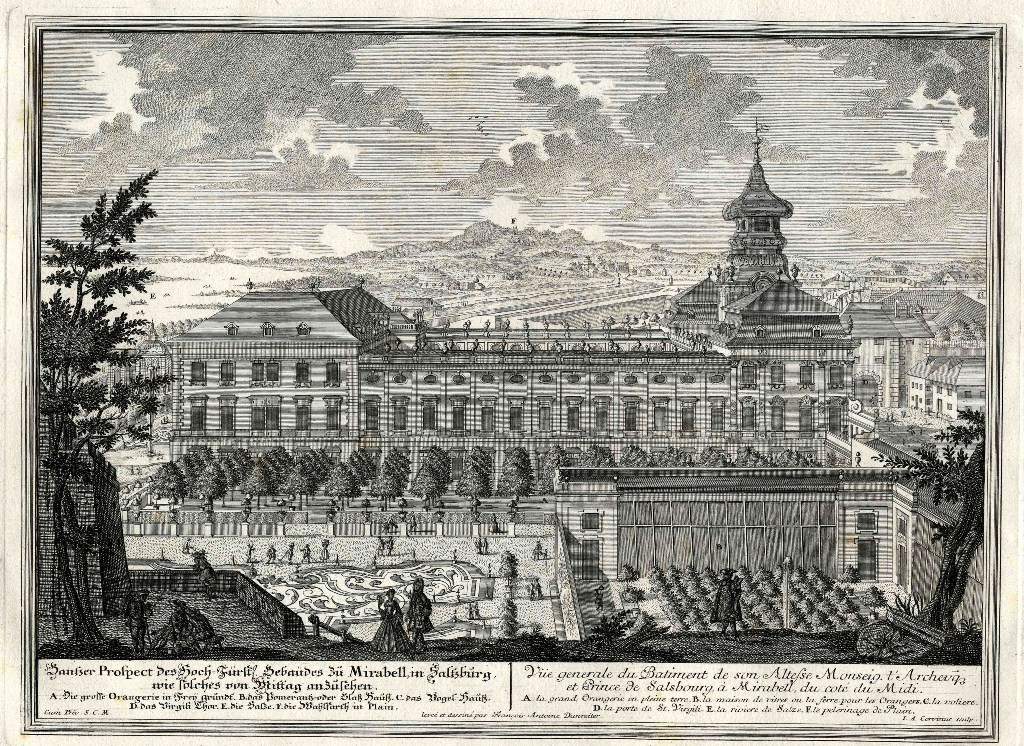
Вид замка Мирабель. 1735. Офорт. Университетская библиотека, Зальцбург
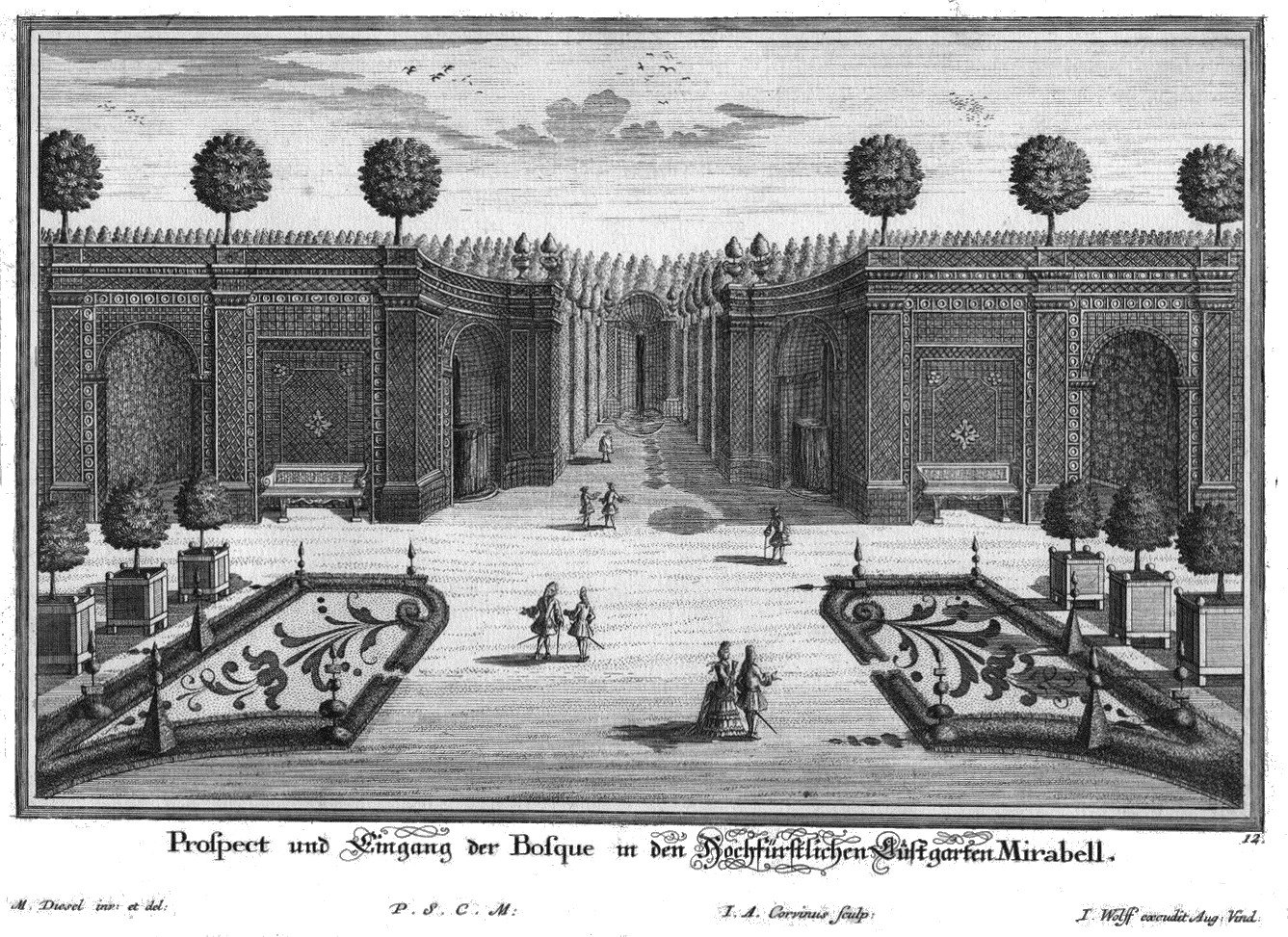
Боскет парка в XVIII веке. Ок. 1730. Офорт
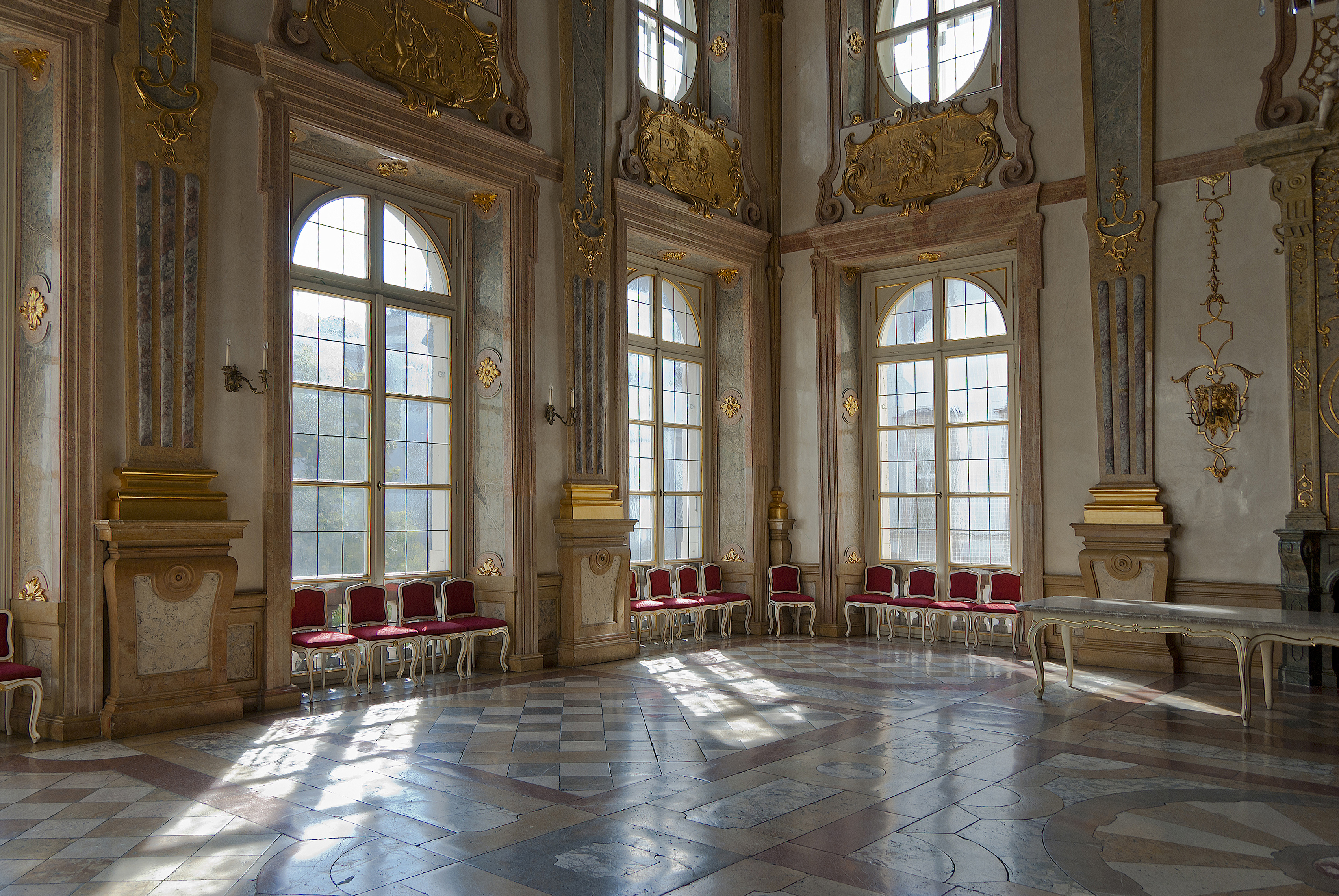
Мраморный зал
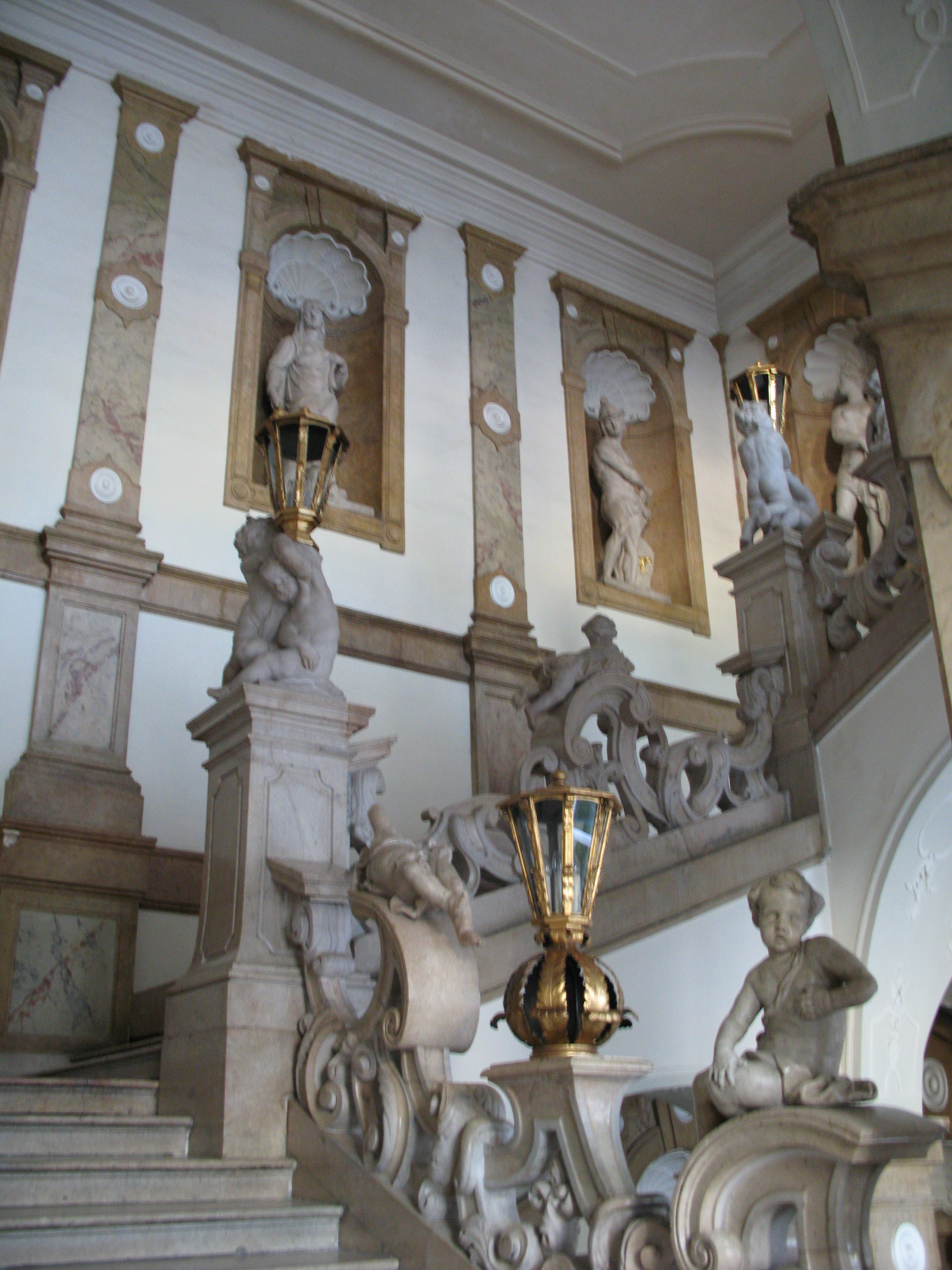
Главная лестница. 1727. Георг Рафаэль Доннер
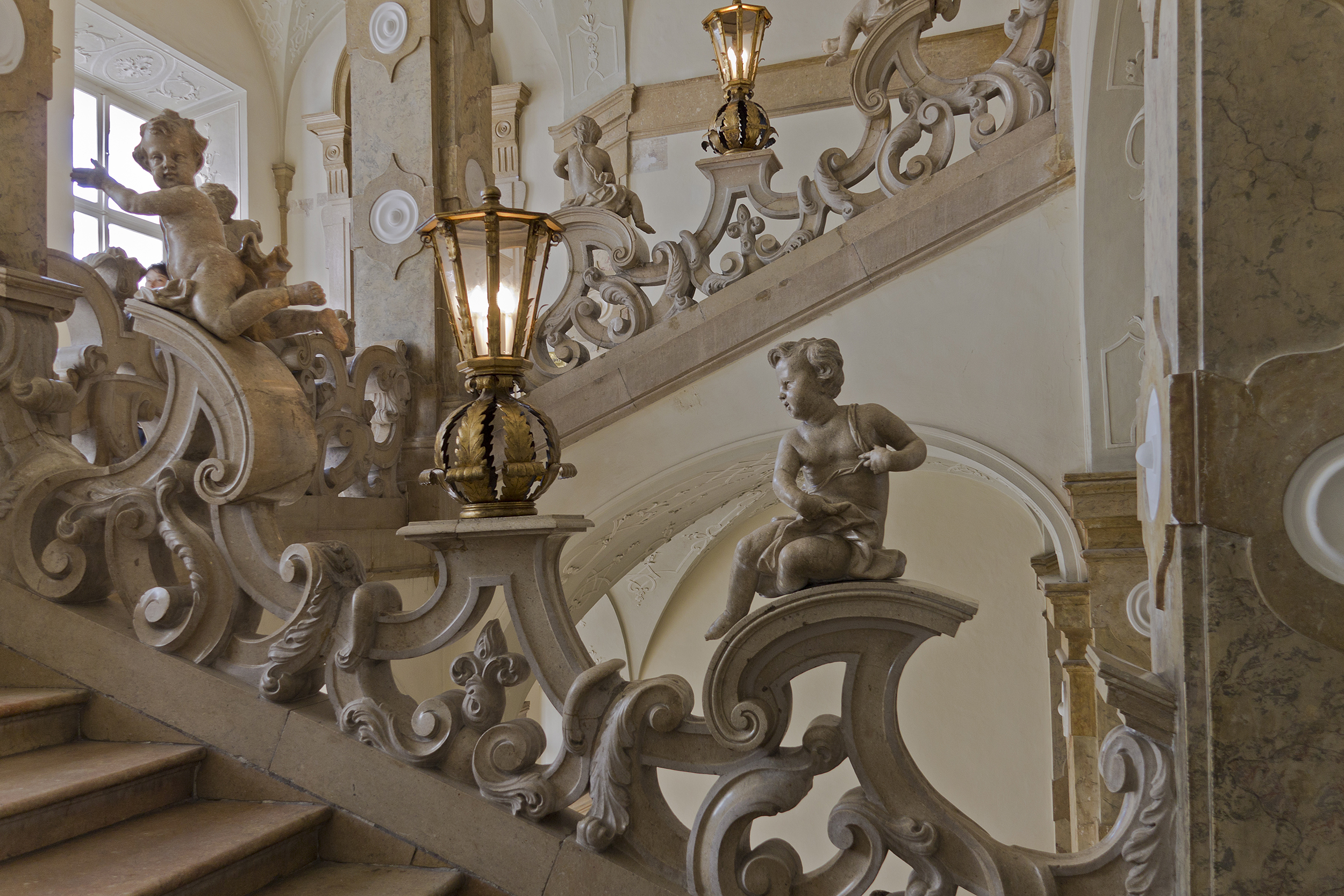
Главная лестница. Деталь
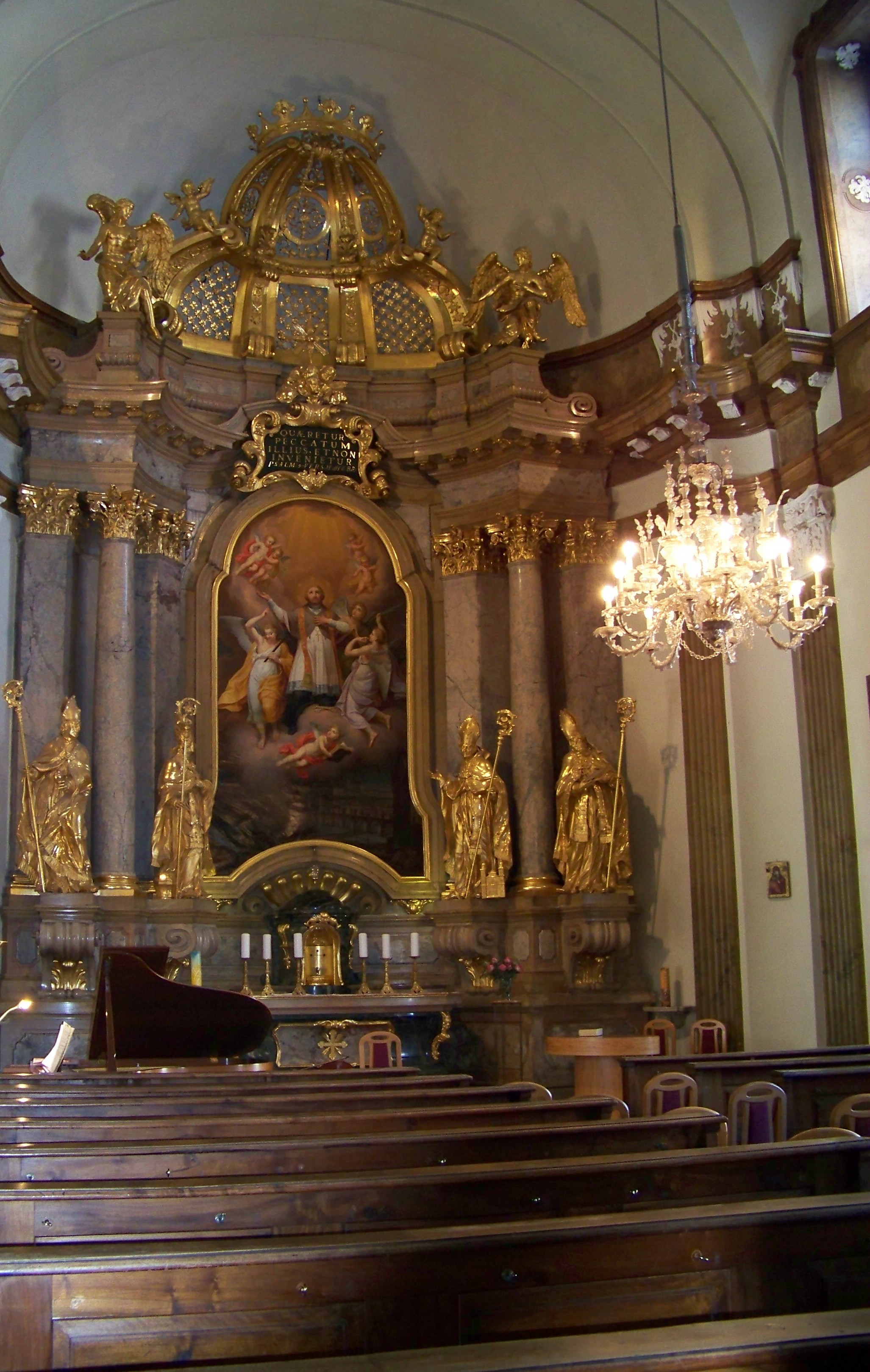
Дворцовая церковь. Алтарь
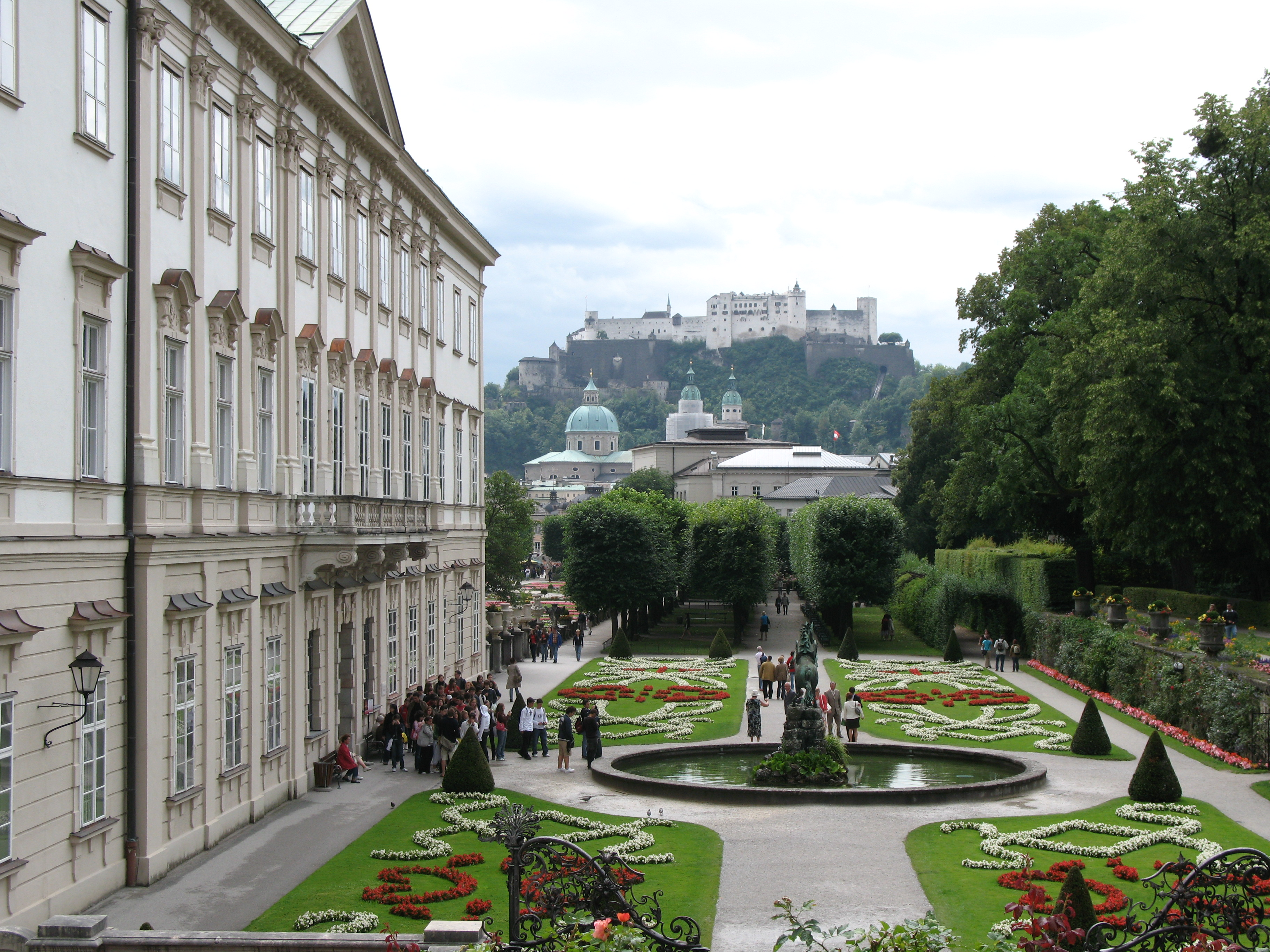
Сад замка с видом на Собор и Хоэнзальцбург
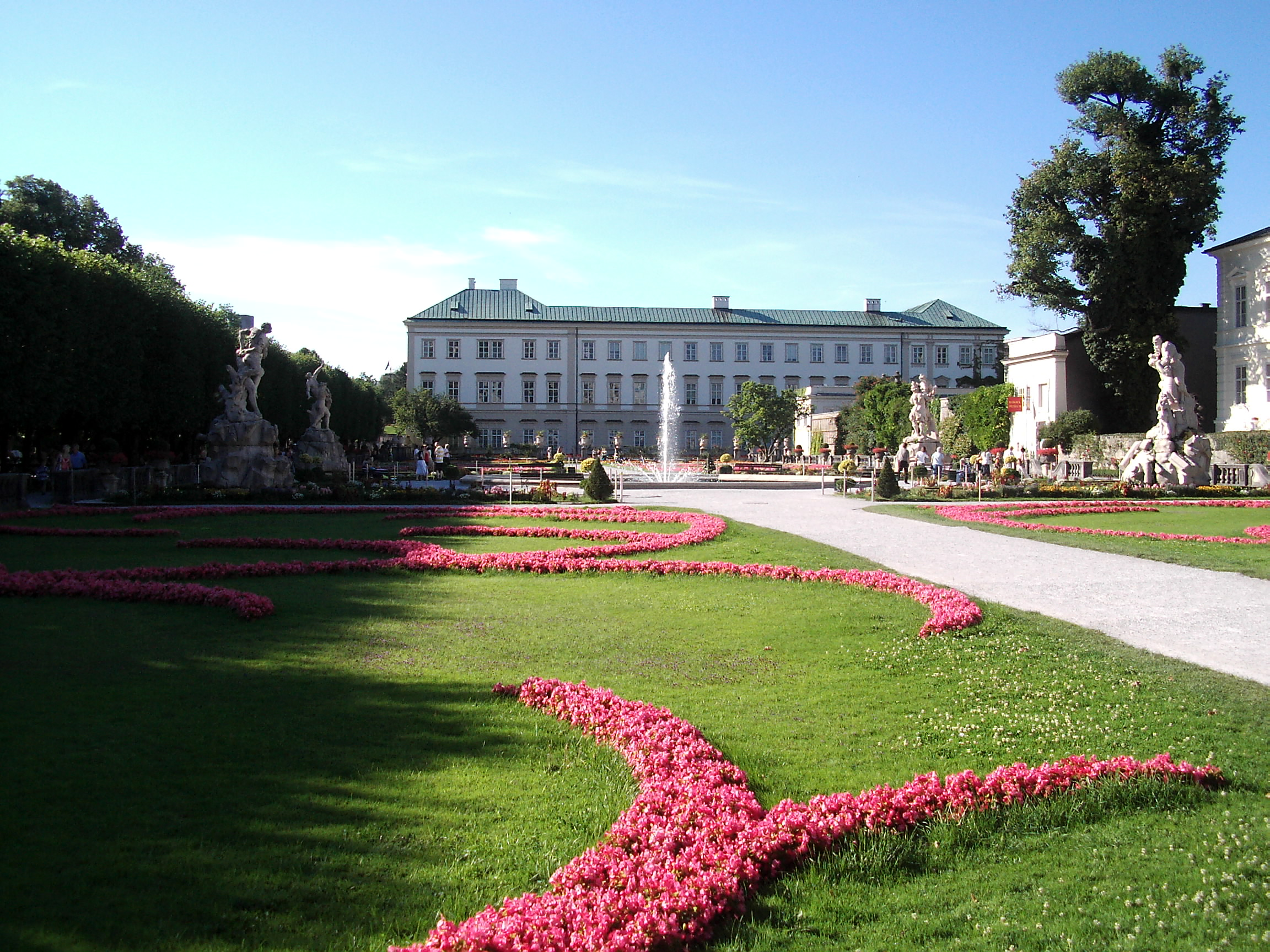
Сад замка